# Ornithogalum transcaucasicum
Ornithogalum transcaucasicum là một loài thực vật có hoa trong họ Măng tây. Loài này được Miscz. ex Grossh. mô tả khoa học đầu tiên năm 1928.